# مگره از خود دفاع می‌کند
مگره از خود دفاع می‌کند رمانی کارآگاهی است از سری مگره که ژرژ سیمنون، نویسندهٔ اهل بلژیک نوشته است.